# Maria Anna van Sardinië
Maria Anna Richarda Carolina Margaretha Pia van Sardinië (Rome, 19 september 1803 - Praag, 4 mei 1884) was van 1835 tot 1848 keizerin van Oostenrijk, koningin van Hongarije en koningin van Bohemen. Ze behoorde tot het huis Savoye.

## Levensloop
Maria Anna werd geboren in het Palazzo Colonna in Rome als vijfde dochter van koning Victor Emanuel I van Sardinië uit diens huwelijk met Maria Theresia van Oostenrijk-Este, dochter van aartshertog Ferdinand Karel van Oostenrijk-Este. Ze had een tweelingzus Maria Theresia, die huwde met hertog Karel Lodewijk van Bourbon-Parma.
Op 27 februari 1831 huwde ze in de Hofburg van Wenen met aartshertog Ferdinand van Oostenrijk (1793-1875), een neef in de tweede graad. De bruiloft werd voltrokken door kardinaal Rudolf van Oostenrijk. Het echtpaar kreeg geen kinderen. In maart 1835 volgde Ferdinand zijn overleden vader Frans I op en werd Maria Anna keizerin van Oostenrijk en koningin van Hongarije en Bohemen. Op 12 september 1836 werd ze in Praag tot koningin van Bohemen gekroond.
Hoewel Maria Anna niet goed Duits leerde en in het openbaar liever Frans sprak, genoot ze in haar nieuwe moederland een grote populariteit. Ze steunde haar man die door zijn zwakke gezondheid nauwelijks in staat was om te regeren, fungeerde als diens verpleegster en aanvaardde haar lot aan zijn zijde op een bewonderenswaardige manier. 
Toen er in maart 1848 een revolutie uitbrak in Oostenrijk, distantieerden Maria Anna en haar schoonzus Sophie van Beieren zich net op tijd van de regering onder leiding van Klemens von Metternich. Later pleitte ze echter voor harde maatregelen om de revolutie te onderdrukken. Ze had ook een beslissende invloed op haar echtgenoot, die in december 1848 aftrad als keizer van Oostenrijk ten voordele van zijn neef Frans Jozef I. Daarna trok het echtpaar zich terug in Praag, waar Maria Anna zich bezighield met liefdadigheid.
Maria Anna van Sardinië stierf in mei 1884 in Praag, negen jaar na haar echtgenoot. Beiden werden bijgezet in de Kapuzinergruft in Wenen.